# جورج لورينغ براون
جورج لورينغ براون (بالإنجليزية: George Loring Brown)‏ هو نقاش ورسام أمريكي، ولد في 2 فبراير 1814 في بوسطن في الولايات المتحدة، وتوفي في 25 يونيو 1889.

## معرض صور

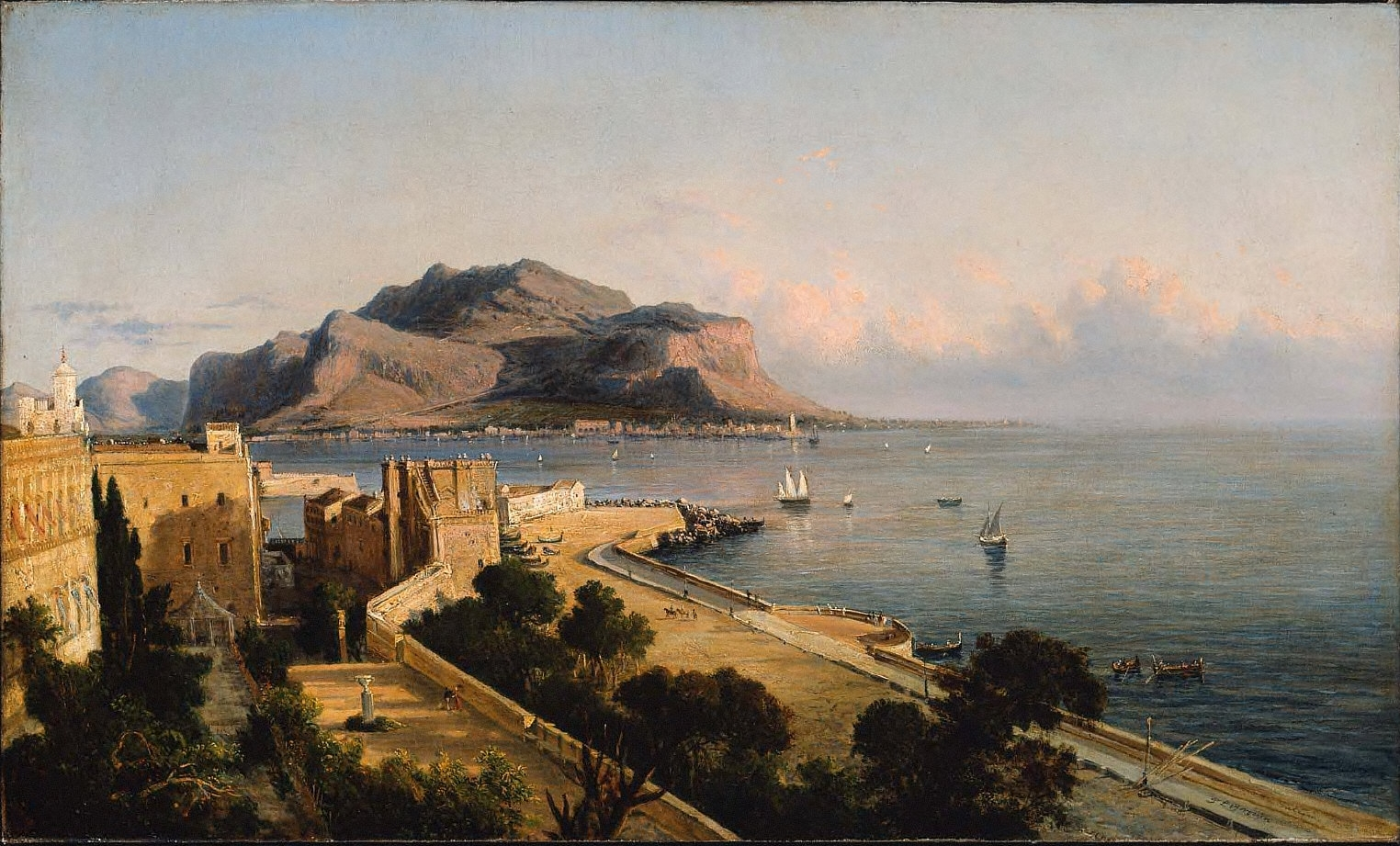
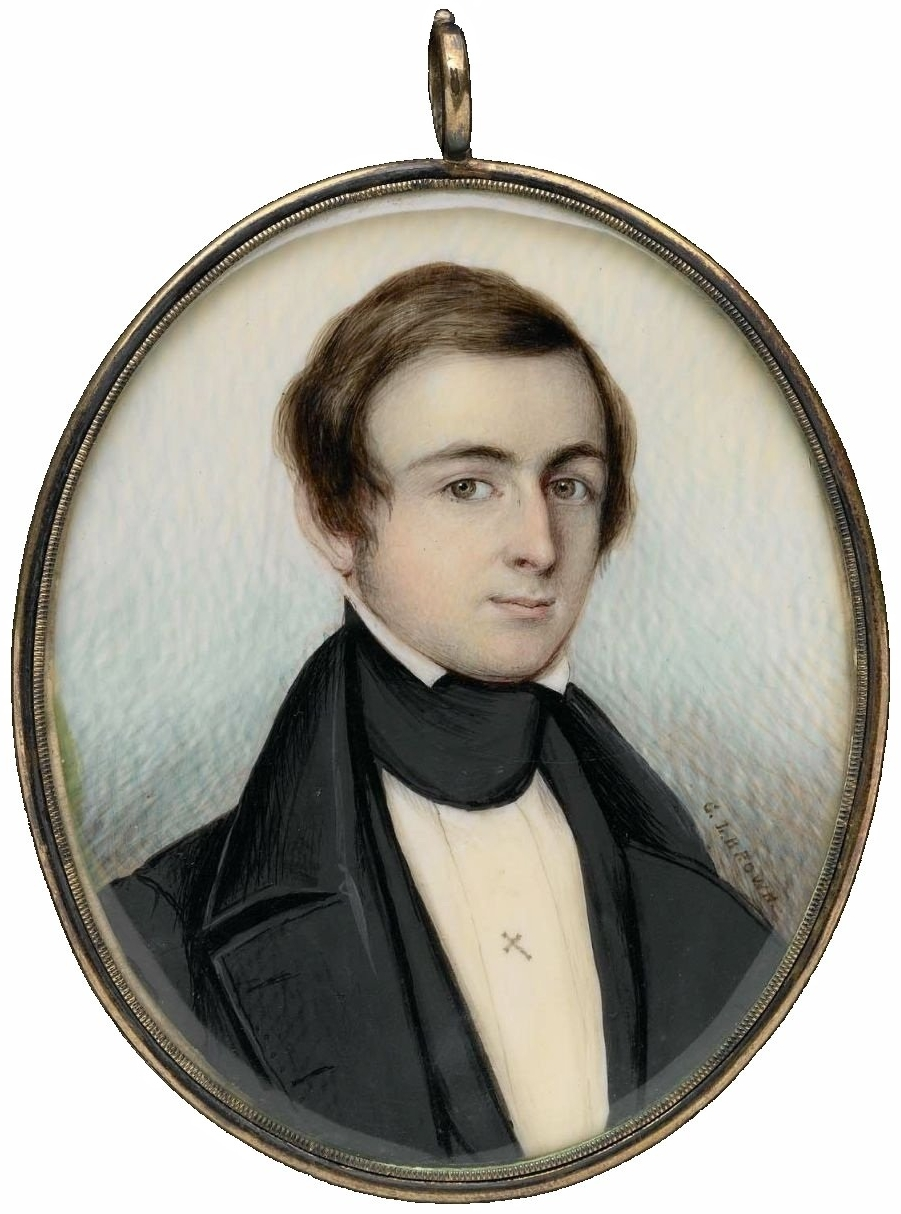
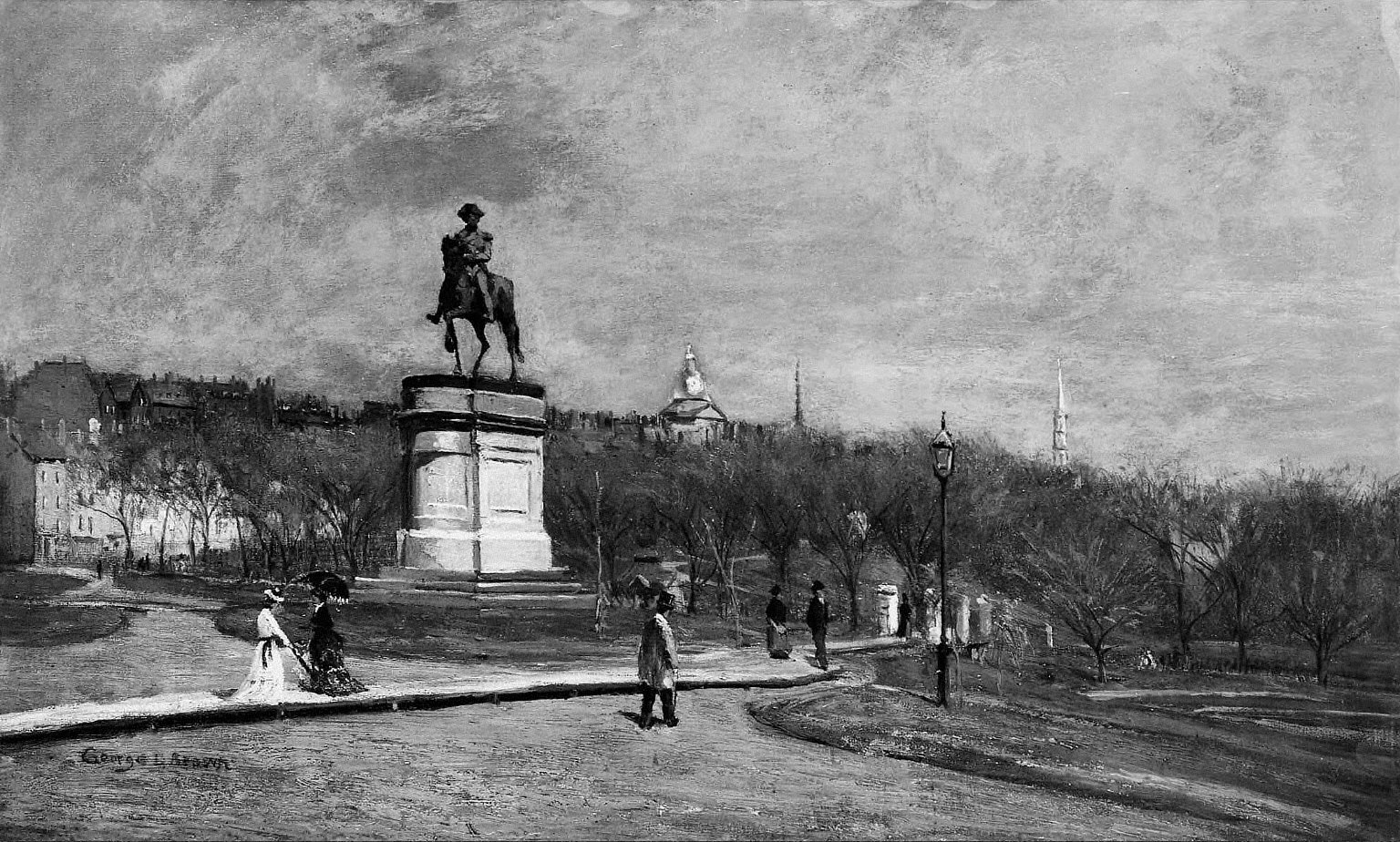